# Rohrsen
Rohrsen er en kommune med godt 1.000 indbyggere (2012), beliggende i den nordlige centrale del af Landkreis Nienburg/Weser, i den tyske delstat Niedersachsen.

## Geografi
Rohrsen der er administrationsby i Samtgemeinde Heemsen, ligger ca. 10 km nord for Nienburg ved østsiden af floden Weser.